# Marcel Ntsourou
Marcel Ntsourou, né le 28 février 1956 à Lékana (Plateaux) et mort le 17 février 2017 à Brazzaville, en république du Congo, est un officier supérieur des forces armées congolaises, ancien numéro deux des services de renseignements en qualité de secrétaire général adjoint du conseil national de sécurité.

## Jeunesse et formation
D'ethnie Téké, Marcel Ntsourou est né le 28 février 1956 à Lékana, dans le département des Plateaux en république du Congo,. Il effectue ses études secondaires à l’École militaire préparatoire général Leclerc à Brazzaville, puis une formation militaire spécialisée en Roumanie et en Union soviétique,.

## Carrière

### Promotions militaires
Marcel Ntsourou obtient le grade de lieutenant-colonel en 1992 sous le Premier ministre André Milongo, puis celui de colonel en 1994 sous le président Pascal Lissouba.

### Fait d'armes
Il joue un rôle clé dans le retour au pouvoir du président Denis Sassou-Nguesso en 1997, notamment en combattant à ses côtés à Brazzaville et par la suite, en dirigeant les opérations militaires sur le front de Pointe-Noire lors de la guerre civile du 5 juin,. Il se déclare lui-même gouverneur militaire et civil de Pointe-Noire en 1998,,.
Après Pointe-Noire, il prend le commandement des blindés à Brazzaville, dirige les opérations pendant la guerre du Pool, puis devient commandant des écoles militaires en 2003,.

### Conseil national de sécurité
En 2006, il est nommé secrétaire général adjoint du conseil national de sécurité (CNS) sous le commandement du contre-amiral Jean-Dominique Okemba, sécrétaire général du CNS. Il assure également la direction des renseignements militaires à Brazzaville,,.

## Disgrâce

### Contexte
Il est tombé en disgrâce à la suite de sa mise en cause dans l’explosion du dépôt d’armes de Mpila, survenue en mars 2012 à Brazzaville. La veille du drame, lors d’un discours prononcé pour son anniversaire, il avait dénoncé une marginalisation au sein de l’armée en affirmant que son absence de promotion était due à son appartenance à l’ethnie téké, selon lui écartée par les Mbochis, ethnie du président Denis Sassou-Nguesso. Après avoir attendu en vain pendant plus d’une décennie une promotion au grade de général, il s’est progressivement éloigné du régime, jusqu’à adopter une position d’opposition radicale,,,.
En septembre 2013, lors d'un entretien, Marcel Ntsourou déclare publiquement qu’il est prêt à révéler à la justice française ce qu’il sait sur l’affaire dite des « disparus du Beach ». Cette affaire remonte à 1999, lorsque environ 350 réfugiés congolais, de retour au pays, ont disparu au port fluvial de Brazzaville. Certains accusent alors les autorités d’avoir éliminé des opposants présumés,. En brandissant une telle menace, le colonel Ntsourou serait devenu « l’homme à abattre » pour le président Sassou-Nguesso, faisant de lui une cible du pouvoir selon un responsable politique, qui évoque la sensibilité explosive de ce dossier.

### Explosion de Mpila en 2012
Le 4 mars 2012, une explosion dans un dépôt d’armes à Mpila fait près de 300 morts, 2 300 blessés, et détruit des quartiers résidentiels engendrant 17 000 sans abris,,,,. Marcel Ntsourou est accusé de complicité dans l’événement. Ce qu'il niera en soutenant que l’explosion aurait en réalité été un accident, présenté comme un attentat afin de dissimuler les responsabilités liées à de graves négligences. En septembre 2013, il est condamné à cinq ans de travaux forcés avec sursis pour « incendie involontaire et détention illégale d’armes » après avoir été initialement relaxé,.

### Affrontements de décembre 2013
Le 16 décembre 2013, des affrontements entre ses partisans (anciens miliciens et déserteurs) et les forces publiques éclatent à Brazzaville, ces derniers ayant encerclé la maison du colonel Marcel Ntsourou. En effet, la veille, une interpellation de proches du colonel Marcel Ntsourou dégénère en affrontement, conduisant les forces de sécurité à se rendre à son domicile pour une perquisition. Accueillis par des tirs nourris, les policiers se retirent. Le lendemain, dans une ambiance tendue, les forces armées ont été mobilisées sur ordre du haut-commandement pour procéder à son expulsion, désormais écarté du Conseil national de sécurité et soupçonné de détenir des armes en quantité significative. « Il doit quitter la maison de fonction qu’il occupe. De gré ou de force, il partira aujourd’hui », avait déclaré à l’AFP un adjudant de gendarmerie peu avant l’intervention. Il est arrêté après avoir déclaré, plus tôt au téléphone avec RFI : « Nous nous défendrons jusqu’à ce que le dernier d’entre nous tombe ». La situation s’envenime : des blindés et des unités de la garde républicaine encerclent sa demeure. S’ensuit un siège de près de quatre heures, marqué par des combats intenses. Le colonel finit par se rendre en appelant le chef de la police, le général Jean François Ndenguet, puis en agitant un drapeau blanc. Le bilan est lourd : une quarantaine de morts parmi ses partisans, deux du côté des forces de l’ordre, et 55 arrestations.

### Rétrogradation
À la suite de ces événements, il est rétrogradé au grade de soldat de deuxième classe, en vertu du décret no 2013-794 du 28 décembre 2013 pour « Manquement à l'obligation de réserve dans l'expression écrite et orale ; Faute contre l'honneur, la probité ou les devoirs généraux du militaire ; Faute contre la discipline militaire »,,.

### Affaires judiciaires
Avant d’être impliqué dans les événements du 16 décembre 2013, Marcel Ntsourou avait déjà comparu à deux reprises devant la justice. En 2005, il avait été blanchi dans le dossier des disparus du Beach.
Marcel Ntsourou, jugé pour pour plusieurs chefs d'accusation, dont la rébellion et l'atteinte à la sûreté de l’État, voit son procès s’ouvrir le 2 juillet 2014,. Lors de son audition le 30 juillet 2014, il nie toute détention d’armes de guerre et rejeté les accusations portées contre lui, affirmant s’être défendu légitimement face à une attaque illégale et disproportionnée visant à attenter à sa vie.
En septembre 2014, il est condamné à perpetuité avec travaux forcés pour « rébellion, détention illégale d’armes de guerre et de munitions, assassinat, coups et blessures volontaires et association de malfaiteurs » et incarcéré à la maison d'arrêt de Brazzaville,,,,. L'accusation relative à la sûreté de l'État a toutefois été écartée.

## Mort
Marcel Ntsourou décède le 17 février 2017 vers 11 h 0 à hôpital militaire Pierre Mobengo de Brazzaville après un malaise survenu dans sa cellule,,,,. D'après le directeur central du service de santé des armées, le corps du colonel Marcel Ntsourou ne présentait pas de traces visibles de blessures externes. Sur le plan clinique, son décès a été attribué à un arrêt cardiorespiratoire,. Sa mort fait l’objet d’une controverse, certains appelant à une enquête ou autopsie, car jugeant les conditions de sa mort floues. Les autorités indiquent qu’elles ne s’opposent pas à la procédure si la famille en fait la demande. La famille, estimant que l’autopsie ne s’aligne pas avec ses valeurs, avait accepté l’idée de cette procédure uniquement si elle était réalisée par des médecins étrangers pour garantir transparence et impartialité, mais elle a finalement abandonné cette démarche par manque de confiance dans le système judiciaire,.
Le colonel Marcel Ntsourou a été inhumé le 28 février 2017 à Lagué, son village natal situé dans le district de Lekana,.